# Robin Jansson
Per Tony Robin Jansson, född 15 november 1991 i Trollhättan, Sverige, är en svensk fotbollsspelare som spelar för Orlando City i USA:s högsta fotbollsliga MLS.
Jansson fick sitt genombrott säsongen 2018 då han skrev på för den allsvenska klubben AIK, efter flera års spel i lägre divisioner. Tillsammans med mittbacksparterna Alexander Milošević och Per Karlsson släppte AIK endast in 16 mål på 30 matcher, vilket ledde till att man vann Allsvenskan 2018. Detta efter att han bara några månader innan jobbade i en hästskofabrik i Dalsland. I mars 2019 skrev Jansson på för MLS-klubben Orlando City i USA.
2019 fick han en dotter som heter Leona.
Efter att aldrig ha spelat för Sveriges landslag på någon av de olika nivåerna fick Jansson chansen av Janne Andersson som ringde honom i december 2018. Han gjorde sin internationella debut den 8 januari 2019 och spelade hela matchen då man förlorade mot Finland med 1–0 i en vänskapsmatch.

## Klubblagskarriär

### Tidig karriär
Jansson föddes i Trollhättan och växte upp i Bengtsfors. Som femåring började han spela fotboll i Bengtsfors IF och som 13-åring gick han till Dals Långeds IK. Därefter gick Jansson till Melleruds IF som han spelade med i Pojkallsvenskan 2007.
2008 återvände Jansson till moderklubben Bengtsfors IF. Han spelade för klubben i Division 5 Dalsland innan det blev en flytt till Göteborg för spel i BK Häcken. Sommaren 2010 skrev Jansson på ett 1,5-årskontrakt med A-laget. Jansson tävlingsdebuterade för Häcken den 19 maj 2010 i en 5–0-vinst mot Östersunds FK i Svenska cupen, där han blev inbytt i den 68:e minuten mot Jonas Bjurström.
Den 3 augusti 2011 lånades Jansson ut till division 1-klubben FC Trollhättan. Han debuterade den 7 augusti 2011 i en 5–1-förlust mot Varbergs BoIS. Jansson skadade sig under matchen och det blev hans enda framträdande i klubben.
Inför säsongen 2012 återvände Jansson återigen till Bengtsfors IF.  Han spelade totalt fyra säsonger för klubben i både division 5 och division 4.

### IK Oddevold
Den 1 december 2015 värvades Jansson av IK Oddevold, där han skrev på ett ettårskontrakt. Jansson debuterade den 17 april 2016 i en 3–3-match mot Tvååkers IF, där han även gjorde ett mål. Under sin debutsäsong i Oddevold spelade Jansson 23 ligamatcher och gjorde två mål. Efter säsongen förlängdes hans kontrakt med två år. Under säsongen 2017 spelade Jansson 23 ligamatcher samt två matcher i Svenska cupen.

### AIK
Den 3 april 2018 värvades Jansson av AIK, där han skrev på ett tvåårskontrakt. Jansson gjorde allsvensk debut den 18 april 2018 i en 1–1-match mot Örebro SK.
Jansson fann stor framgång i AIK och blev en startspelare under Rikard Norlings ledning. Jansson blev guldhjälte i den sista matchen av säsongen mot Kalmar FF, när han gjorde matchens enda mål och därmed säkrade det svenska mästerskapet till AIK för första gången på 9 år. Jansson gjorde totalt 25 matcher för AIK, där han noterades för två mål.

### Orlando City
Jansson skrev den 12 mars 2019 på för Orlando City i USA:s högsta fotbollsliga MLS. Även om Jansson hade ett år kvar på sitt kontrakt med AIK hade klubbarna kommit överens om en omedelbar transfer för backen. Jansson gjorde sin MLS-debut den 23 mars 2019 när Orlando City slog New York Red Bulls med 1–0 på Red Bull Arena i New York. Jansson gjorde sitt första mål för klubben i en cupmatch mot Memphis 90 när han stötte in bollen från Chris Muellers hörna i den 71:a matchminuten. Orlando vann matchen med 3–1 och säkrade därmed avancemang från fjärde rundan.
Den 13 januari 2021 skrev Jansson på ett nytt kontrakt med Orlando som gjorde honom knuten till klubben ytterligare två säsonger, med optioner ytterligare två fram till år 2024. Den 16 september 2021 gjorde han sitt första MLS-mål när Orlando förlorade med 4–2 mot CF Montreal hemma på Exploria Stadium. I februari 2024 skrev Jansson på ett nytt tvåårskontrakt med option på ytterligare ett år med Orlando City.

## Landslagskarriär
Efter en framgångsrik säsong i AIK under 2018 blev Jansson uttagen till det svenska A-landslagets januariturné 2019 i Dubai, och fick debutera i den första matchen mot Finland som slutade med en 0–1-förlust.

## Statistik

### Klubblagsstatistik
| Klubb                                                    | Säsong            | Inhemsk liga      | Inhemsk liga | Inhemsk liga | Nat. täv. | Nat. täv. | Internat. täv. | Internat. täv. | Totalt | Totalt |
| Klubb                                                    | Säsong            | Serie             | SM           | Mål          | SM        | Mål       | SM             | Mål            | SM     | Mål    |
| -------------------------------------------------------- | ----------------- | ----------------- | ------------ | ------------ | --------- | --------- | -------------- | -------------- | ------ | ------ |
| IK Oddevold                                              | 2016              | Division 1 Södra  | 23           | 2            | 2         | 0         | 0              | 0              | 25     | 2      |
| IK Oddevold                                              | 2017              | Division 1 Södra  | 23           | 0            | 3         | 0         | 0              | 0              | 26     | 0      |
| IK Oddevold                                              | Totalt i klubblag | Totalt i klubblag | 46           | 2            | 5         | 0         | 0              | 0              | 51     | 2      |
| AIK                                                      | 2018              | Allsvenskan       | 25           | 2            | 3         | 1         | 3              | 0              | 31     | 3      |
| AIK                                                      | Totalt i klubblag | Totalt i klubblag | 25           | 2            | 3         | 1         | 3              | 0              | 31     | 3      |
| Orlando City                                             | 2019              | MLS               | 28           | 0            | 4         | 1         | 0              | 0              | 32     | 1      |
| Orlando City                                             | 2020              | MLS               | 22           | 0            | 6         | 0         | 0              | 0              | 28     | 0      |
| Orlando City                                             | 2021              | MLS               | 14           | 0            | 0         | 0         | 0              | 0              | 14     | 0      |
| Orlando City                                             | Totalt i klubblag | Totalt i klubblag | 64           | 0            | 10        | 1         | 0              | 0              | 74     | 1      |
| Antal matcher och mål är korrekt per den 11 augusti 2021 |                   |                   |              |              |           |           |                |                |        |        |

### Landslagsstatistik
| Sveriges landslag |         |     |
| År                | Matcher | Mål |
| 2019              | 1       | 0   |
| Totalt            | 1       | 0   |

## Meriter
- Allsvenskan: 2018